# Red Barons Cologne

Die Red Barons Cologne waren von 1981 bis zu ihrer Auflösung 1991 ein American-Football-Verein in Köln.
Die Red Barons wurden am 16. April 1981 gegründet, ein Jahr bevor der zwei Jahre ältere Lokalrivale Cologne Crocodiles erstmals im Endspiel um die deutsche Meisterschaft stand. 
Allerdings waren es die Roten Barone, denen es als erstes und bis zum Jahr 2000, in dem die Crocodiles den Bowl gewannen, einziges Kölner Team gelang, den German Bowl zu gewinnen. Im German Bowl X am 15. Oktober 1988 besiegten die Red Barons Cologne die Düsseldorf Panther im Berliner Olympiastadion mit 25:20 vor 11.000 Zuschauern. 
Auch im Folgejahr standen die Barons abermals im Endspiel, nachdem sie die Nordgruppe der Bundesliga gewonnen hatten. German Bowl XI ging in Nürnberg vor 10.500 Zuschauern gegen die Berlin Adler mit 30:23 verloren.
Die Red Barons Cologne lösten sich 1991 auf. Einige Spieler verstärkten ab 1992 die 1987 gegründeten Cologne Bears, welche wiederum 1994 aufgelöst wurden, worauf die Cologne Falcons ins Leben gerufen wurden. Diese gingen dann aber 2011 in den AFC Köln Falcons auf.